# Fürstentum Pinsk
Das Fürstentum Pinsk (russisch Пи́нское кня́жество) war ein Fürstentum um die Burg Pinsk von 1174 bis 1556 im heutigen westlichen Belarus.

## Geschichte
Die Burg Pinsk wurde für das Jahr 1097 erstmals erwähnt. Sie lag im Fürstentum Turow.
Fürsten von Pinsk nahmen 1174 an einem Zug von Fürst Andrej Bogoljubskij nach Kiew teil. Als erster Fürst von Pinsk wurde Jaroslaw Jurjewitsch, Sohn von Fürst Jurij Jaroslawitsch von Turow, bei einem Zug russischer Fürsten gegen die Polowzer 1183 erwähnt.
Sein Bruder Jaropolk Jurjewitsch erscheint anlässlich seiner Hochzeit 1190 als Fürst von Pinsk.
In den folgenden Jahren wurden Fürsten von Pinsk einige wenige Male im Gefolge der Fürsten von Halitsch-Wolhynien genannt.
1229 war Fürst Wladimir bei der Verteidigung von Brest gegen den Einfall der Jatwinger beteiligt. Zu dieser Zeit flohen viele Litauer nach Pinsk und Wolhynien. Für 1247 wurde Fürst Michail bei Kämpfen gegen das Großfürstentum Litauen erwähnt.
1263 floh der litauische Fürst Vaišelga nach dem Tod seines Vaters, des Großfürsten Mindaugas nach Pinsk, ein Jahr später wurde er mit deren Unterstützung litauischer Großfürst.
1319 kam das Fürstentum Pinsk an das Großfürstentum Litauen.
Nach 1556 wurde das Fürstentum umgewandelt in eine Starostei, seit 1565/66 in den Powiat Pinsk in der Woiwodschaft Brest in Polen-Litauen.

## Territorium
Das Fürstentum lag im Gebiet des oberen Prypjat und seiner Nebenflüssen Jasselda, Pina, Styr und Geryn.

## Fürsten von Pinsk
- Jaroslaw Jurjewitsch (1183)
- Jaropolk Jurjewitsch (1190)
- Wladimir (1204)
- Rostislaw (1226/1227)
- Wladimir  (1229)
- Michail (1247)
- Fjodor Wladimirowitsch (1262)
- Demir Wladimirowitsch (1262)
- Jurij Wladimirowitsch (1262)
- Narimantas (1340–1348), Sohn von Großfürst Gediminas von Litauen
- Mikalojus (Michael) (1348- ), Sohn von Narimantas
- Vasilis
- Jurgis (Juri) ( -1392)
- Sigismund I., Großfürst von Litauen
- Maria Gasztołda (1471–1501), Witwe von Simeon Olelkowicz, Fürst von Kiew
- Fjodor Iwanowitsch Jaroslawitsch (1501–1521), Schwiegersohn von Maria Gasztołda
- Bona Sforza (1521–1556), Ehefrau von König Sigismund I. von Polen
- Sigismund II. August, König von Polen (1556)